# 柏高德

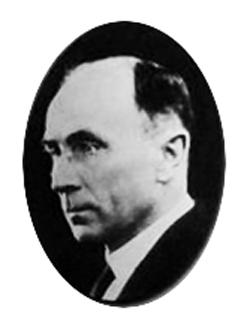

柏高德（John Thomas Proctor，1869年—1927年），生于美国密苏里州，中国上海沪江大学首任校长。

## 生平
柏高德生于美国密苏里州，毕业于美国芝加哥大学神学院。1897年，柏高德来到中国。他是沪江大学的主要创建人之一，并且从1906年至1911年担任沪江大学校长。他还曾任沪江大学历史与哲学教授。

## 家庭
- 孙子：罗伯特· 奈尔·普罗克特（Robert Neel Proctor），斯坦福大学历史学教授。[1]
  - 曾孙子：乔纳森· 奈尔·普罗克特（Jonathan Neel Proctor），Robert Neel Proctor之子。[1]